# Kostel Nanebevzetí Panny Marie (Křižanovice)
Kostel Nanebevzetí Panny Marie je římskokatolický chrám v obci Křižanovice v okrese Vyškov. Je chráněn jako kulturní památka České republiky.

## Historie
Jde o raně barokní kostel z přelomu 17. a 18. století. V 19. století byla přistavěna sakristie, v roce 1944 vestavěna hudební kruchta.

## Popis
Jde o jednolodní stavbu s odsazeným rovně zakončeným kněžištěm. Čelní loď kněžiště je prolomena oválným oknem. Kněžiště má nízkou valenou klenbu se styčnými výsečemi, loď a sakristie jsou plochostropé.

## Zařízení
Zvon ve věži má reliéfní nápis se jmény evangelistů a letopočet 1451.
Jde o farní kostel farnosti Křižanovice u Bučovic.